# Raffaele Petra
Raffaele Petra (Napoli, 7 gennaio 1798 – Napoli, 16 novembre 1873) è stato un nobile e scrittore italiano, autore di poemi ed epigrammi satirici.

## Biografia
Raffaele Petra, marchese di Caccavone e duca di Vastogirardi fu un famoso epigrammista che visse a Napoli nell'Ottocento.
Divenne conservatore delle ipoteche ad Avellino e direttore del Gran Libro a Napoli.

## Opere
- Poesie e poemetti del marchese di Caccavone[4]